# Bertrand Crasson
Bertrand Crasson (ur. 5 października 1971 roku w Brukseli) – były belgijski piłkarz występujący na pozycji obrońcy.

## Kariera klubowa
Bertrand Crasson zawodową karierę rozpoczynał w 1989 roku w Anderlechcie. Miejsce w podstawowym składzie „Fiołków” wywalczył sobie w sezonie 1990/1991, kiedy to wystąpił w 28 ligowych pojedynkach. Wtedy także został wybrany najlepszym zawodnikiem młodego pokolenia w ligowych rozgrywkach. Razem z drużyną Crasson cztery razy sięgnął po mistrzostwo Belgii, raz zdobył Puchar Belgii oraz dwa razy Superpuchar Belgii. Latem 1996 roku podpisał kontrakt z grającym w Serie B SSC Napoli. Spędził tam dwa sezony, a w każdym z nich na ligowych boiskach pojawił się po 22 razy. W 1998 roku belgijski gracz zdecydował się powrócić do Anderlechtu. W 2000 i 2001 roku triumfował z nim w rozgrywkach Jupiler League oraz Superpucharu Belgii. Na Stade Constant Vanden Stock łącznie spędził dwanaście lat, w trakcie których rozegrał 291 spotkań. W 2003 roku Crasson przeniósł się do Lierse SK, by rok później trafić do klubu FC Brussels. W 2005 roku belgijski obrońca zdecydował się zakończyć piłkarską karierę.

## Kariera reprezentacyjna
W reprezentacji Belgii Crasson zadebiutował w 1991 roku. W 1998 roku Georges Leekens powołał go do 22-osobowej kadry na mistrzostwa świata. Udział w tym turnieju „Czerwone Diabły” zakończyły na rundzie grupowej. Bertrand w pierwszym meczu przeciwko Holandii w 22 minucie gry doznał kontuzji, która wykluczyła go z gry już do końca mundialu. Łącznie dla drużyny narodowej wychowanek Anderlechtu rozegrał 26 spotkań.